# Mustin (bei Ratzeburg)
Mustin ist eine Gemeinde im Kreis Herzogtum Lauenburg in Schleswig-Holstein östlich von Ratzeburg.

## Geschichte

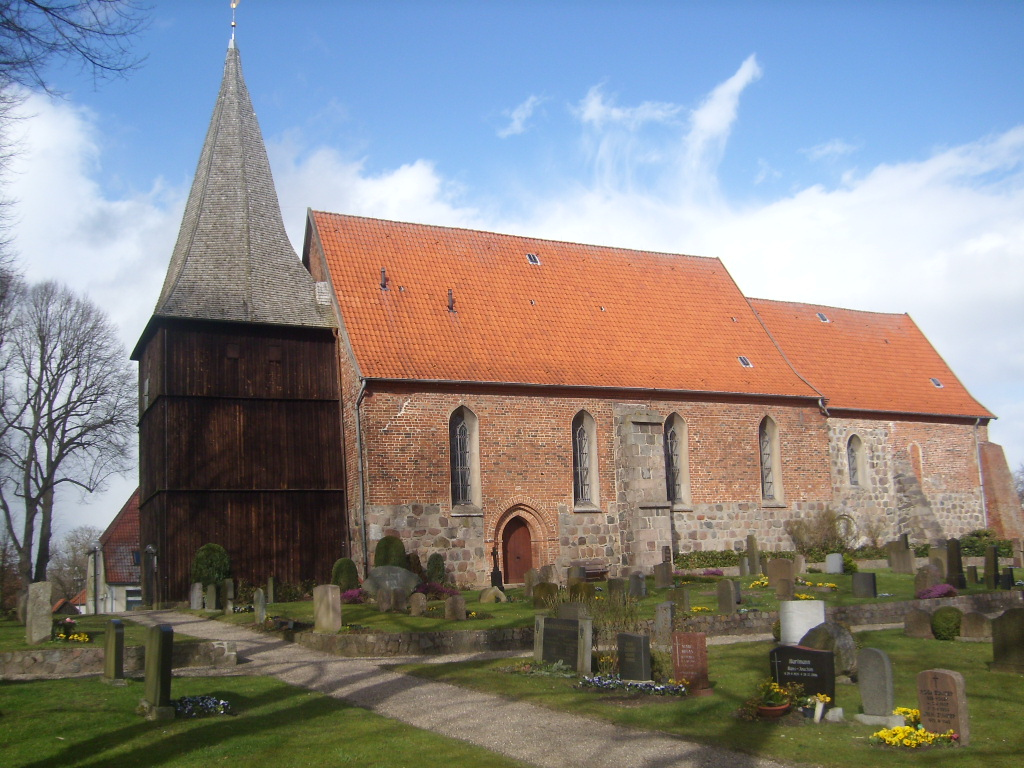
Maria-Magdalenen-Kirche in Mustin

Der Ort ist wohl slawischen Ursprungs. Im Jahr 1194 wurde zum ersten Male die Kirche in Mustin erwähnt. Die Maria-Magdalenen-Kirche stammt noch aus dem 12. Jahrhundert, wurde jedoch im Laufe der Jahrhunderte immer wieder erweitert und verändert. Sie ist in den Anfängen, insbesondere im Bereich des Chors, aus Granitblöcken errichtet. Bei den Strebepfeilern gibt es solche aus diesen Granitquadern, andere sind aus Feldsteinen oder Backstein. Die Kreuzgewölbe sind Einbauten der Spätgotik. Der hölzerne Glockenturm wurde später angebaut.
Im Jahre 1989 wurde an der heutigen Bundesstraße 208 im Zuge der Deutschen Wiedervereinigung durch die Behörden der DDR ein zusätzlicher Grenzübergang geöffnet.
Der Name bezieht sich auf das slawische Wort moštĭ für Macht oder mostŭ für Brücke.

## Politik

### Gemeindevertretung
Bei der Kommunalwahl am 14. Mai 2023 wurden insgesamt neun Sitze vergeben. Von diesen erhielt die Allgemeine Wählergemeinschaft Mustin fünf Sitze und das Aktive Bürger-Forum Mustin vier Sitze.

### Wappen
Blasonierung: „Von Schwarz und Gold erhöht schräg geteilt. Oben ein goldener Pferdekopf, unten ein mit Kleeblättern besetzter grüner Schrägbalken (Rautenkranz), der unten von zwei grünen Seeblättern nach der Figur begleitet wird.“

## Sehenswürdigkeiten
In der Liste der Kulturdenkmale in Mustin (bei Ratzeburg) stehen die in der Denkmalliste des Landes Schleswig-Holstein eingetragenen Kulturdenkmale.

## Persönlichkeiten
Der Lehrer und Parlamentarier Ludwig Reinhard (1805–1877) wurde in Mustin geboren.
Die Buchillustratorin Elisabeth Schellbach lebte gemeinsam mit ihrem Ehemann, dem Bildhauer Siegfried Schellbach (1866–1951), im Haus Breidablik in Mustin.
Der Schriftsteller Roland Adloff wurde 1956 in Mustin geboren.
Die Grabstätte des Philosophen und Pädagogen Hugo Kükelhaus befindet sich auf dem Friedhof der Maria-Magdalenen-Kirche zu Mustin.